# العرابة الشرقية
قرية العرابة الشرقية هي إحدى القرى التابعة لمركز سوهاج بمحافظة سوهاج في جمهورية مصر العربية. حسب إحصاءات سنة 2006، بلغ إجمالي السكان في العرابة الشرقية 4094 نسمة، منهم 1869 رجل و2225 امرأة.